# Ахадов, Эльшад Садай оглы
Эльшад Садай оглы Ахадов (азерб. Elşad Saday oğlu Əhədov; 4 марта 1968, Таза Алвады, Масаллинский район — 11 декабря 1993, Карабах) — азербайджанский военнослужащий, старший лейтенант, участник Первой карабахской войны, Национальный герой Азербайджана (1994, посмертно).

## Награды
Указом президента Азербайджанской Республики Гейдара Алиева № 59 от 12 декабря 1993 года старший лейтенант Эльшад Садай оглы Ахадов «за личное мужество и отвагу, проявленные в боях с армянскими захватчиками на бейлаганском направлении», был награждён орденом «Азербайджанское знамя» (посмертно)
Указом президента Азербайджанской Республики Гейдара Алиева № 203 от 16 сентября 1994 года старшему лейтенанту Эльшаду Садай оглы Ахадову «за личное мужество и отвагу, проявленные во время героического сражения в боях по защите суверенитета и территориальной целостности Азербайджанской Республики, по защите земель Родины от армянских захватчиков, за беспримерные заслуги в исполнении своего святого воинского и служебного долга», было присвоено звание Национального Героя Азербайджана (посмертно).

## Память
Именем Эльшада Садай оглы Ахадова названы средняя школа и парк в его родном селе Таза Алвады.